# بزرچنایا-۲
بزرچنایا-۲ (به روسی: Безречнаыа-2) نظامی واقع در میرنایا در استان چیتای روسیه است که توسط نیروی هوایی روسیه اداره می‌شود.